# Laokoont (El Greco)
Laokoont je oljna slika, ki jo je med letoma 1610 in 1614 ustvaril grški slikar El Greco. Je del zbirke v Narodni galeriji umetnosti v Washingtonu, D.C.
Slika prikazuje grško in rimsko mitološko zgodbo o smrti Laokoonta, trojanskega svečenika Pozejdona, in njegovih dveh sinov Antifanta in Timbreja. Laokoonta in njegova sinova so zadavile morske kače, kazen, ki so jo poslali bogovi, potem ko je Laokoont poskušal opozoriti svoje rojake na trojanskega konja. Čeprav ga je navdihnila nedavno odkrita monumentalna helenistična skulptura Laokoontova skupina v Rimu, je Laokoont produkt manierizma, umetniškega gibanja, ki izvira iz Italije v 16. stoletju in je nasprotovalo umetniškim idealom renesanse. El Grecovo slikarstvo se namerno odmika od ravnovesja in harmonije renesančne umetnosti s svojim močnim čustvenim vzdušjem in popačenimi figurami.

## Navdih
El Grecova oljna slika Laokoont predstavlja vpliv tako klasične mitologije kot umetnosti.

### Klasična mitologija
Po grško-rimski mitologiji je bil Laokoont lik v trojanski vojni, ki so jo vodili Ahajci (Grki) in Trojanci. Laokoontova zgodba se pojavlja v številnih klasičnih besedilih o trojanski vojni. Zlasti Laokoont je stranski lik v Eneidi rimskega pesnika Vergilija in Epskem ciklu, posebni zbirki starogrških epskih pesmi.
Laokoont se je vpletel v vojno, potem ko so se grški vojaki, razočarani zaradi neuspešnega desetletnega obleganja mesta, domislili zvijače, da bi končali vojno: votlega trojanskega konja, polnega grških vojakov. Laokoont je skušal svoje rojake opozoriti, da je konj »smrtonosna goljufija« namesto darila, vendar se Trojanci niso zmenili za opozorilo. V prepričanju, da je vojne konec, so Trojanci zmagoslavno pripeljali konja med svoje mestno obzidje in sprožili katastrofalno vrsto dogodkov, ki so pripeljali do plenjenja Troje.

### Klasično kiparstvo
Laokoont je bil ubit z božansko usmrtitvijo bogov, ki so podpirali Grke v trojanski vojni in za kazen poslali morske kače. Laokoontova smrt je predmet znane monumentalne helenistične skulpture, znane kot Laokoontova skupina. Marmorno skulpturo iz 1. stoletja pred našim štetjem so ustvarili Atenador, Agesander in Polidor z Rodosa. Skupina ujame vrhunec, ko Laokoont izpusti mučen krik in se poleg svojih sinov bori proti Ateninim morskim kačam. Skulptura, ki so jo leta 1506 odkrili v Rimu, je očarala renesančne umetnike s svojimi idealiziranimi proporci in gracioznimi, mišičastimi figurami. Laokoont in njegova sinova so najverjetneje služili kot umetniški navdih za El Greca, ki je to temo upodobil v svojem španskem obdobju.

## Opis

### Ospredje
El Grecova različica klasične teme zajame zadnji smrtni boj Laokoonta in njegovih sinov. Laokoont, osrednja figura slike, leži v agoniji na valovitih temnih skalah v ospredju. Laokoont, razprostrt ob pomanjšanem, mrtvem telesu enega od svojih sinov, se oklepa življenja, ko ga kača ugrizne v glavo. Na levi se Laokoontov stoječi sin zvija od bolečine in se zvija, ko kača plane proti njegovemu trebuhu. Desno ob strani sta Apolon in Artemida, ki opazujeta grozljiv prizor. Na desni se pojavi tudi nedokončana figura, sestavljena samo iz glave in noge.
El Greco je popačil pravila sorazmerja s tem, da je mitološke like prikazal kot podolgovate, zvite figure. Laookont se zlekne v nenavaden položaj in nenaravno iztegne nogo v agoniji proti obokanemu, napetemu telesu svojega sina. Izkrivljene figure s svojo motno rumeno in zeleno obarvanostjo prizoru vdahnejo občutek trpljenja in nemira. Temne, zlovešče skale v ospredju prispevajo k intenzivnemu čustvenemu vzdušju.

### Ozadje
El Greco postavlja klasično temo proti mračnemu pogledu na Toledo. To, da je El Greco uporabil Toledo kot ozadje za svojo upodobitev Laokoontove smrti, morda temelji na lokalni folklori, da so prebivalci Toleda potomci Trojancev. Na sliki se trojanski konj pomika proti mestu, kar je spomin na Laokoontov neuspeli poskus, da bi svoje rojake prepričal o pasti. El Greco prikazuje mesto Toledo kot svet trpljenja, z barvo ustvarja občutek pogube. Visoka črta obzorja in stoječe figure na koncih slike ustvarjajo vertikalno kompozicijo. Grozeče nebo, ki ga prevladujejo razburkani odtenki sive in vrtinčasti oblaki, se dviga nad Toledom in ustvarja srhljivo ozadje, ki še poveča trpljenje ospredja.

## Slog
Po začetnem izobraževanju za bizantinskega slikarja ikon v svoji domovini Kreti je El Greco študiral v Benetkah in Rimu, kjer je eksperimentiral z beneškim colorito in renesančnimi kompozicijskimi tehnikami. Vendar se je El Greco leta 1576 preselil v Španijo in se leta 1577 naselil v Toledu kot cerkveni slikar. V Toledu je El Greco izpilil svoj eklektični slog, postal vodilni umetnik v manierističnem gibanju in otvoril špansko umetniško renesanso. Oba sloga sta očitna v Laokoontu, El Grecovi edini sliki mitološkega subjekta. Medtem ko je klasična tema, Laokoont odraža politične, verske in umetniške preobrazbe postrenesančne družbe.
Čeprav se o El Grecovi nameri in sporočilu razpravlja, Laokoont odraža jasen manieristični vpliv. Manierizem, ki se je pojavil v Italiji v 1520-ih, je odseval verski nemir protestantske reformacije. Kaos in duhovna negotovost tega obdobja sta povzročila, da so manieristični slikarji zavrnili ravnovesje in sorazmernost umetnikov visoke renesanse, kot je Michelangelo, in namesto tega upodabljali podolgovate figure. Manierizem je dosegel vrhunec z El Grecom, kar je razvidno iz popačenih, zvitih figur Laokoonta in njegovih sinov ter hiper elegance bogov na desni.
Infuzijo intenzivnih religioznih tem, značilnih za El Grecovo delo v njegovem španskem obdobju, je mogoče videti v Laokoontu. Medtem ko je slika lahko aluzija na lokalno tradicijo ali komentar na reformacijo, Laokoont vsebuje nesporno duhovno vzdušje. Mučne figure na grozljivem ozadju izražajo intenzivno čustveno vzdušje. Združevanje globokih religioznih tem z manierističnimi značilnostmi bi postalo odločilni del španske renesančne umetnosti.